# Çukurca
Çukurca là một huyện thuộc tỉnh Hakkari, Thổ Nhĩ Kỳ. Huyện có diện tích 909 km² và dân số thời điểm năm 2007 là 12352 người, mật độ 14 người/km².